# Čížek žlutý
Čížek žlutý (Spinus tristis) je druh zpěvného ptáka z čeledi pěnkavovitých žijící v Severní Americe. Hnízdí v rozmezí od jižní Kanady po Severní Karolínu. Je tažný se zimovišti od Kanady po Mexiko. Je jediným pěnkavovitých ptákem, u kterého probíhá kompletní přepeřování. Je u něj vyvinut výrazný pohlavní dimorfismus, samec je v létě zářivě žlutý a v zimě olivově zelený, zatímco samice je celoročně matně žlutohnědá. Výrazné zbarvení samců přitom hraje důležitou roli při námluvách. Čížek žlutý se živí semeny, čemuž napovídá i jeho kuželovitý zobák. Je to společenský pták, který se při hledání potravy a tazích zdržuje v hejnech. Během období, kdy staví hnízdo, se však může chovat teritoriálně. Hnízdní období je závislé na dostatku potravy, který dosahuje vrcholu na konci července, což je na pěnkavovitého pěvce relativně pozdě. Druh je monogamní a ročně hnízdí jen jednou. Lidská aktivita většinou tomuto ptáku prospívala. Často se vyskytuje v obytných zónách, kam ho lákají lidská krmítka. Ta pomáhají ptákům v těchto oblastech přežít. Díky odlesňování pak vznikly časté otevřené lučiny, které jsou pro něj upřednostňovaným prostředím.

## Taxonomie
Čížek žlutý byl jedním z mnoha živočišných druhů popsaných Carlem Linné v osmnáctém století. Byl zařazen do rodu Spinus, kam patří i další druhy čížků. V roce 1976 se ale tento rod spojil s rodem Carduelis jako podrod. Jeho nejbližší příbuzní jsou čížek mexický (Spinus psaltria) a čížek kalifornský (Spinus lawrencei). Název rodu Carduelis pochází ze slova carduus, které v latině znamená bodák, tristis pak znamená smutný nebo zarmoucený. Rozlišujeme čtyři poddruhy čížka žlutého:
- S. t. tristis je nejčastější ze všech poddruhů čížka žlutého. V létě se vyskytuje v rozmezí od Kanady a Colorado, na východ zasahuje až po Severní Karolínu. V zimě někteří jedinci migruji až na Floridu či do Mexika.
- S. t. pallidus se odlišuje bledšími barvami, bílé části jsou lépe zřetelné, mají také větší černou čepičku a jsou mírně větší než S. t. tristis. V létě se vyskytuje mezi Britskou Kolumbií, západem Ontaria, Coloradem a Oregonem. V zimě se objevují i v Kalifornii a Mexiku.
- S. t. jewetti je menší a tmavší než ostatní poddruhy. Vyskytuje se na západní straně Kaskádového pohoří mezi Britskou Kolumbií a severní Kalifornií, čímž překrývá část území S. t. pallidus.
- S. t. salicamans se v létě objevuje na západě pohoří Sierra Nevada, v zimě v Mexiku, také v kalifornských pouštích Mohave a Colorado. V zimě je hnědší než ostatní poddruhy, v létě mají samci menší černou čepičku.

## Popis

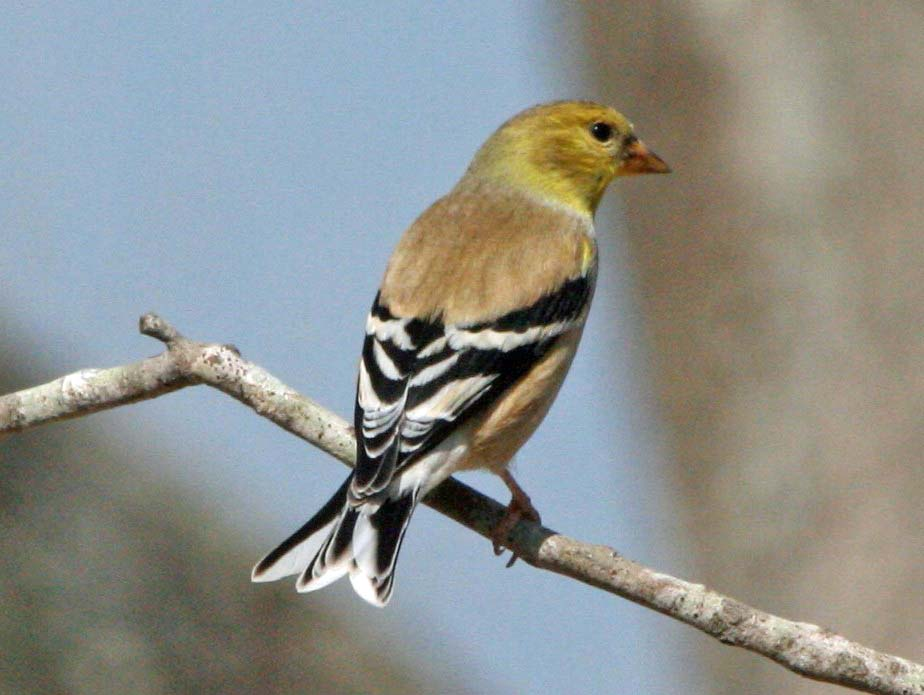
Samec v prostém šatu v Severní Karolíně

Čížek žlutý je malý pěnkavovitý pták, měřící 11 až 13 centimetrů na délku, s rozpětím křídel 19 až 22 centimetrů. Jeho váha se pohybuje mezi 11 a 20 gramy. Má malý, kuželovitý zobák, který má růžovou barvu, která při jarním shazování peří přechází na oranžovou u obou pohlaví. Tvar a velikost zobáku pomáhají čížkům rozlousknout semínka bodláků, slunečnic a dalších rostlin.
Čížek žlutý každé jaro a podzim absolvuje přepeřování a je tak jediným stehlíkem, který má toto ve svých zvycích. Při podzimním přepeřování shazuje všechno peří, zatímco na jaře si ponechává peří na křídlech a ocase, které je tmavě hnědé u samiček a černé u samců. Barva tohoto peří přes přepeřování zůstává, stejně jako bílá barva na spodní částí ocasu. Pohlavní dimorfismus je vyjádřen barvou peří a zvýrazněn po jarním přepeřování, kdy samci k upoutání samičky potřebují jasnější barvy.
Po jarním přepeřování mají samci výjimečnou citronově žlutou barvu, kterou produkují karotenoidní pigmenty z potravy čížků. Také mají zvláštní černou čepičku na hlavě a bílý zadeček, který je vidět při letu. Samice jsou spíše hnědé, světlejší na spodnější straně a s bílou náprsenkou. Při podzimním přepeřování se jasné letní peří promění ve mdlé zimní zbarvení, které obsahuje hnědožlutou barvu dole a olivově zelenou nahoře, zatímco obličej a náprsenka mají světle žlutou barvu. Podzimní zbarvení bývá podobné u obou pohlaví a největší odlišností jsou žlutá ramena u samců. V zimě někteří čížci dokonce ztrácí žlutou barvu a stávají se světle hnědými ptáky s olivově zeleným tónem, který je ale viditelný pouze zblízka.
Mláďata čížků žlutých mají záda mdle hnědá a jejich spodní strana je bledě žlutá. Ramena a ocas mají mdle černé a na křídlech a zadečku mají hnědožlutá místa. U mláďat mají obě pohlaví stejné barvy.

## Hlas
Jejich zvukem jsou dlouhá melodická švitoření a pípání. V letu vydávají zvuk popisovaný jako „cí-cí-cí-cít“ a když samice sedí na vejcích, vítá vracejícího se samečka zvukem „tý-tý-tý-tý“. Mláďata vydávají první zvuky před kompletním opeřením a ty znějí „čik-uí“. Používají je než opustí své rodné hnízdo. Čížkové žlutí také používají dvou obranných zvuků. Zvuk „suíííít“ používají při nahánění ostatních čížků do hnízda a k zahnání predátorů, zatímco zvukem „ber-bíí“ upozorňují mláďata, že potřebují, aby byla ticho, jelikož jim hrozí nebezpečí.

## Prostředí
Čížkové žlutí preferují otevřené prostředí, ve kterém se daří trávám, jako jsou pole, lučiny, údolní nivy, stejně jako prostředí kolem silnic, sady a zahrady. Také se občas vyskytují v listnatých lesích, lužních lesích a druhotných lesích. Preference těchto prostředí trvá i při jarních a podzimních stěhováních.

## Rozšíření

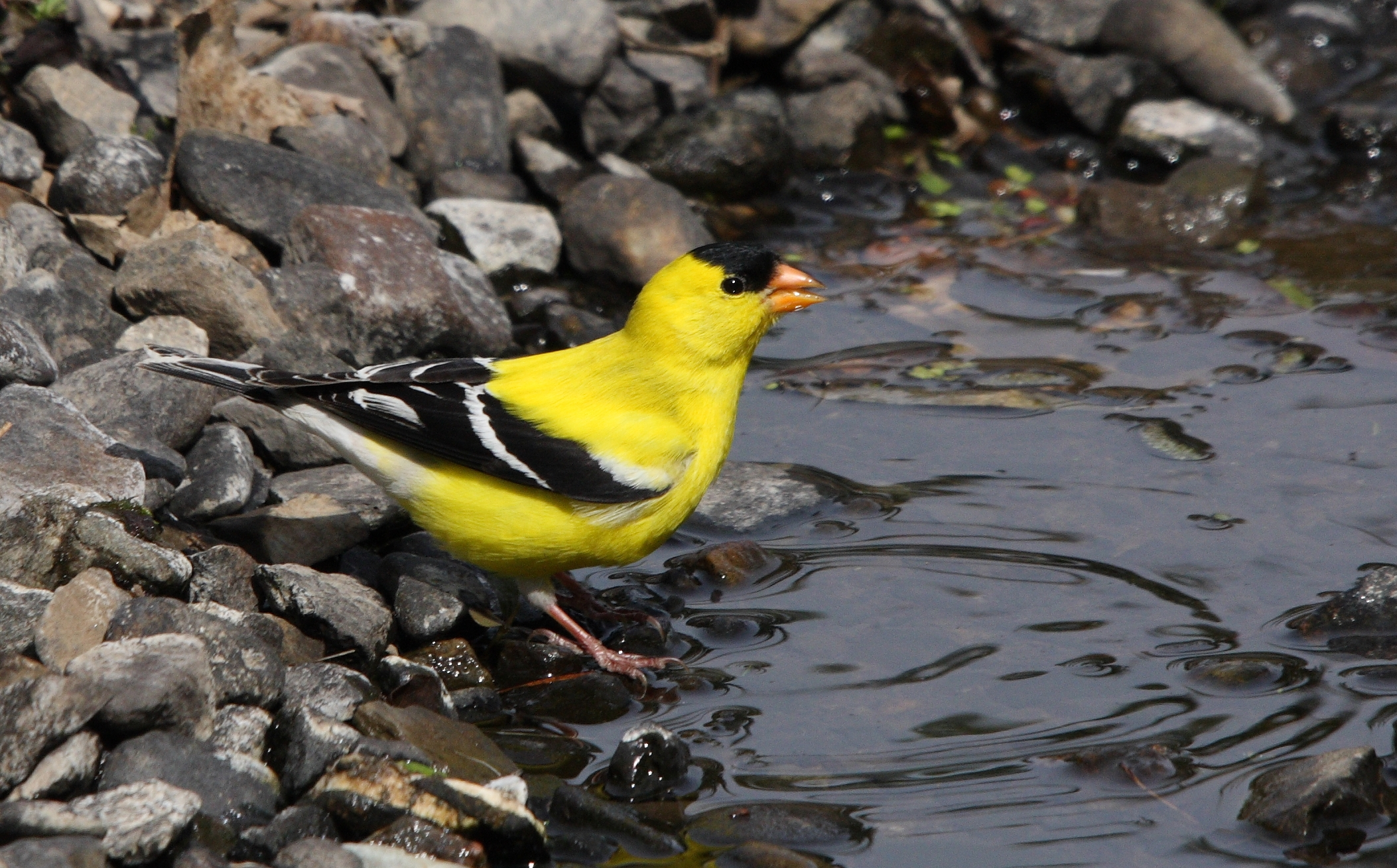
Čížek žlutý na severu svého rozšíření, v kanadském Quebec City.

Letní oblast líhnutí se nachází po celé šířce Severní Ameriky, na severu je ohraničuje provincie Saskatchewan, zatímco na jihu severní Kalifornie a Severní Karolína. Jejich stěhování není nijak dlouhé a začíná při prvních známkách chladnějšího počasí a nedostatku potravy. Migrace probíhá v roji ptáků, který se pohybuje ve vlnitém letu.
Zimní rozšíření zahrnuje jih Kanady a pokračuje jižně přes celé Spojené státy až do Mexika. V zimě se pak nejsevernější jedinci přizpůsobují lidem a vyskytují se blízkosti krmičů. Jižní jedinci přes zimu dále obývají pole a nivy, stejně jako v létě.
V devatenáctém století se lidé pokusili rozšířit výskyt čížka žlutého na Bermudy a v roce 1938 na Tahiti, ale čížkům se nepovedlo vžít do tamního prostředí.

## Chování
Čížek žlutý je mimo dobu líhnutí společenským ptákem, který je často viděn ve velkých rojích, obvykle s ostatními čížky, které se pohybují ve vlnitém letu. Při sezoně líhnutí čížkové žijí v nevázaných koloniích. Při stavbě hnízda se samci k ostatním samcům chovají agresivně a vyhánějí je pryč, zatímco samice se chovají podobně k ostatním samičkám. Jejich agresivita končí po nakladení vajíček.
Čížkové žlutí se ale nechovají agresivně k predátorům, kteří se vyskytují na jejich teritoriu, a jejich jedinou reakcí je vysílání varovného signálu. Mezi predátory patří hadi, lasice, veverky, sojka chocholatá, která může ničit vajíčka nebo zabíjet mláďata, jestřábi a kočky, které představují ohrožení pro mláďata i pro dospělé jedince.

## Potrava

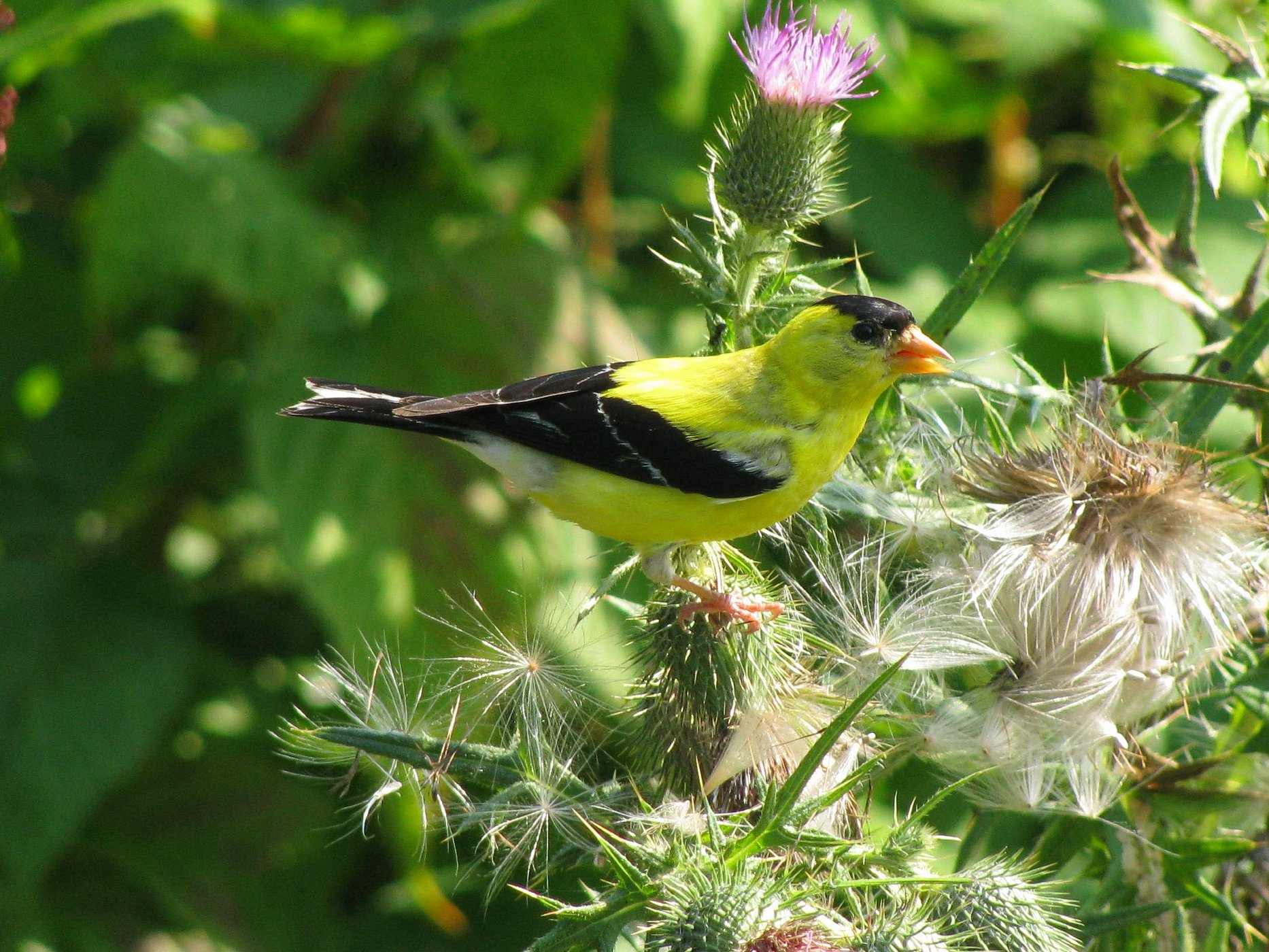
Čížek žlutý na bodláku v americkém státě Maine.

Čížek žlutý je denní živočich, který se živí zrním, ale občas sní také nějaký hmyz, který také podává svým mladým jako zdroj proteinu. Potrava čížka žlutého se skládá ze semen různých jednoletých rostlin, kam patří bodlák, štětka, pampeliška, ambrozie, divizna, krásenka, kozí brada, slunečnice a olše. Dále si také pochutná na pupenech stromů, javorové šťávě a plodech. Především v zimních měsících se také uchyluje k lidským krmítkům, kde jeho nejoblíbenější potravinou bývá niger, který bývá často, ale chybně nazýván semenem bodláku.
Na rozdíl od příbuzných druhů čížek žlutý využívá k potravě také svých nohou. Často se zavěšuje, aby mohl lépe dosáhnout na semena. Na jaře jí také jehnědy bříz a olší, které si nohama přidržuje u větve. Tato šikovnost mu pomáhá dostat se k živinám nepřístupným možným konkurentům, což zvyšuje šanci na přežití.

## Hnízdění

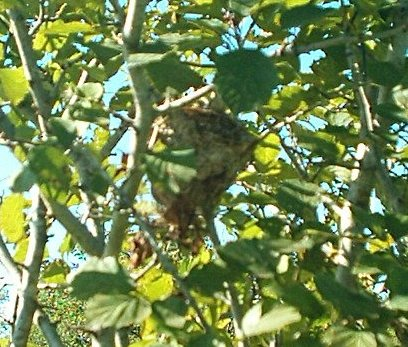
Hnízdo čížka žlutého v kanadském Montrealu.

Čížek žlutý je poslední ze všech čížků, který vstupuje do sezony líhnutí. Možná za to může hojnost semen v letních měsících, jelikož čížkové žlutí pokládají semena za svou hlavní potravu.
Námluvní rituály obsahují letecké manévry a zpívání, s čímž samci začínají na konci července. Letecké manévry začínají samci používat při začátku nahánění samičky, která utíká v klikatém letu. Samec tak dostává příležitost ukázat své kvality a kondici, jak z krátkodobého, tak z dlouhodobého hlediska. Když samička přijme samce, pár poté létá v širokých kruzích a samec u toho cvrliká.
Poté, co samec najde svou družku, si vyznačí teritorium, jehož hranice vyznačuje cvrlikáním při přeletu z větve na větev. Po obkroužení svého území ukáže dva letecké manévry, nejprve nízký, plochý let a poté zveličuje své normální létání, když s křídly blízko u těla rychle padá k zemi, ale pak se zachycuje, aby mohl stoupat nahoru. Dva nebo tři páry obvykle mají svá teritoria blízko sebe, čímž vytváří volné kolonie, zřejmě za účelem lepší obrany proti predátorům.
Samičky staví hnízdo na konci léta na větvích listnatých keřů nebo stromů ve výšce až 10 metrů. Stavba hnízda trvá šest dní, během kterých samička pracuje v deseti až čtyřicetiminutových intervalech. Samec často létá se samičkou a pomáhá jí odnést stavební materiál do hnízda, ale stavbu samotnou už nechává na své družce. Vnější strana hnízda je postavená z kůry stromů, trav a popínavých rostlin. Vnitřní průměr dokončeného hnízda je přibližně 6,5 centimetru, zatímco jeho okraj je posílen kůrou, která je ohraničena pavučinami a hedvábím. Hnízdo je tak pevné, že udrží i vodu, a tak se také mohou mláďata při bouřce utopit, když rodiče jejich hnízdo nezastřeší.
Čížkové žlutí kladou čtyři až šest modravě bílých vajec, která mají oválný tvar a rozměry 16×12 milimetrů, což je podobné rozměrům buráku. Samičky je pravděpodobně kladou v noci a pak na nich sami sedí, zatímco samec přináší potravu. Většina párů má každý rok pouze jednu snůšku vajec.
Mláďata se líhnou dvanáct až čtrnáct dní po snesení vajec a stejně jako u ostatních pěvců se rodí nazí, s narudlým tělem, bledě šedým prachovým peřím a se zavřenýma očima. Samice svá mláďata krmí vyvrženými semeny a hmyzem. Své oči otevírají po třech dnech života a po jedenácti až patnácti dnech už mají kompletní olivově hnědé opeření a začínají trénovat létání. Až tři týdny po opeření je stále krmí sameček, který je najde podle jejich dětského volání čik-uí. Tento zvuk přestávají dělat poté, co se stanou úplně nezávislými.
Čížkové žlutí jsou občas oběťmi hnízdního parazita, především vlhovce hnědohlavého. Jedna studie prokázala, že až 9 procent hnízd čížka žlutého mělo vejce právě tohoto parazita. Čížkové žlutí se ale o jejich mláďata příliš dobře nestarají a ta se jen občas vůbec vylíhnou, ale nikdy se jim nepodaří naučit se správně létat. To se děje i přesto, že čížkové žlutí proti tomuto druhu parazitů neprojevují žádné agresivní chování. Myslí se, že hlavní chybou je na semenech založená potrava, kterou jim čížkové žlutí podávají, a která se liší od na hmyzu založené potravě, kterou od přírody vyžaduje.

## Vztah s lidmi

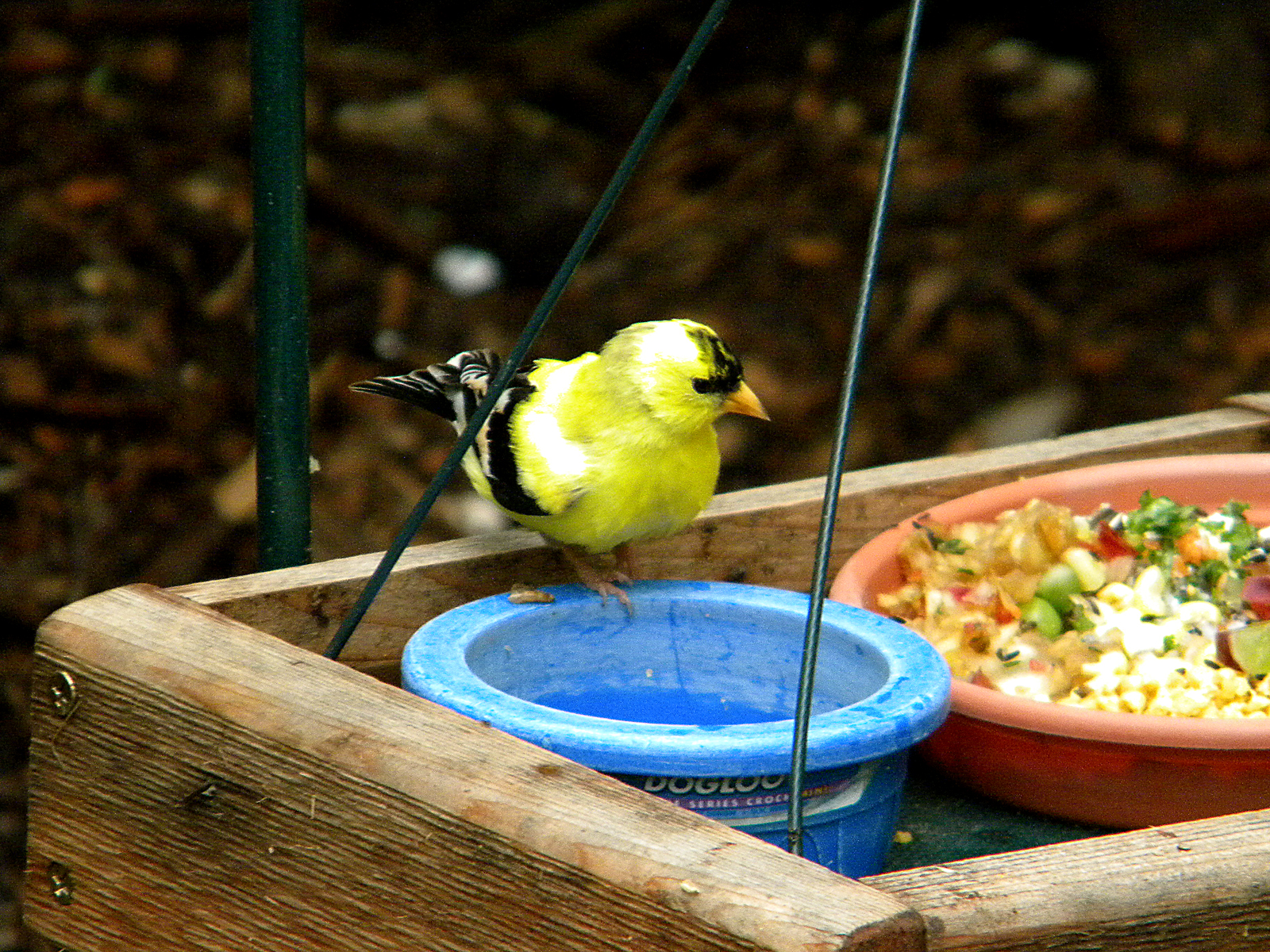
Čížek žlutý u krmítka v zoo v Columbusu.

Ve svém rozšíření se čížek žlutý vyskytuje i v rezidenčních oblastech. Lidé je na své zahrady lákají především semeny nigeru, ale oblíbené jsou také trvalky, jako např. ostálky, krásenky, Monarda a bodlíny. Přestože krmení divokých ptáků obklopuje kontroverze, zvýšení počtu takových lidí pouze čížkům žlutým prospívá.
Čížek žlutý není lidskou aktivitou ohrožen a přestože mýcení lesů mnoha organismům uškodilo, pro čížka žlutého mělo pozitivní význam, jelikož způsobuje snížení počtu neotropických stěhovavých ptáků, zatímco pomáhá krátkým migrantům a permanentním obyvatelům. Čížkovi žlutému pomáhá nejen tento fakt, ale také to, že na mýtinách roste více trav, které jsou jeho primárním zdrojem potravy.
Jedná se o státního ptáka amerických států Iowa, New Jersey a Washington, kde si ho v roce 1951 zvolili školáci.